# Periferija Kreta
Periferija Kreta (Grčki: Περιφέρεια Κρήτης - Peripheria Kriti) je jedna od 13 periferija u Grčkoj. Smještena je na krajnjem jugu zemlje u Sredozemnom moru i obuhvaća otok Kretu.

## Zemljopis
Ova periferija je podijeljena na 4 prefekture:
- Prefektura Hania
- Prefektura Heraklion
- Prefektura Lasiti
- Prefektura Retimno